# Steve Dawson

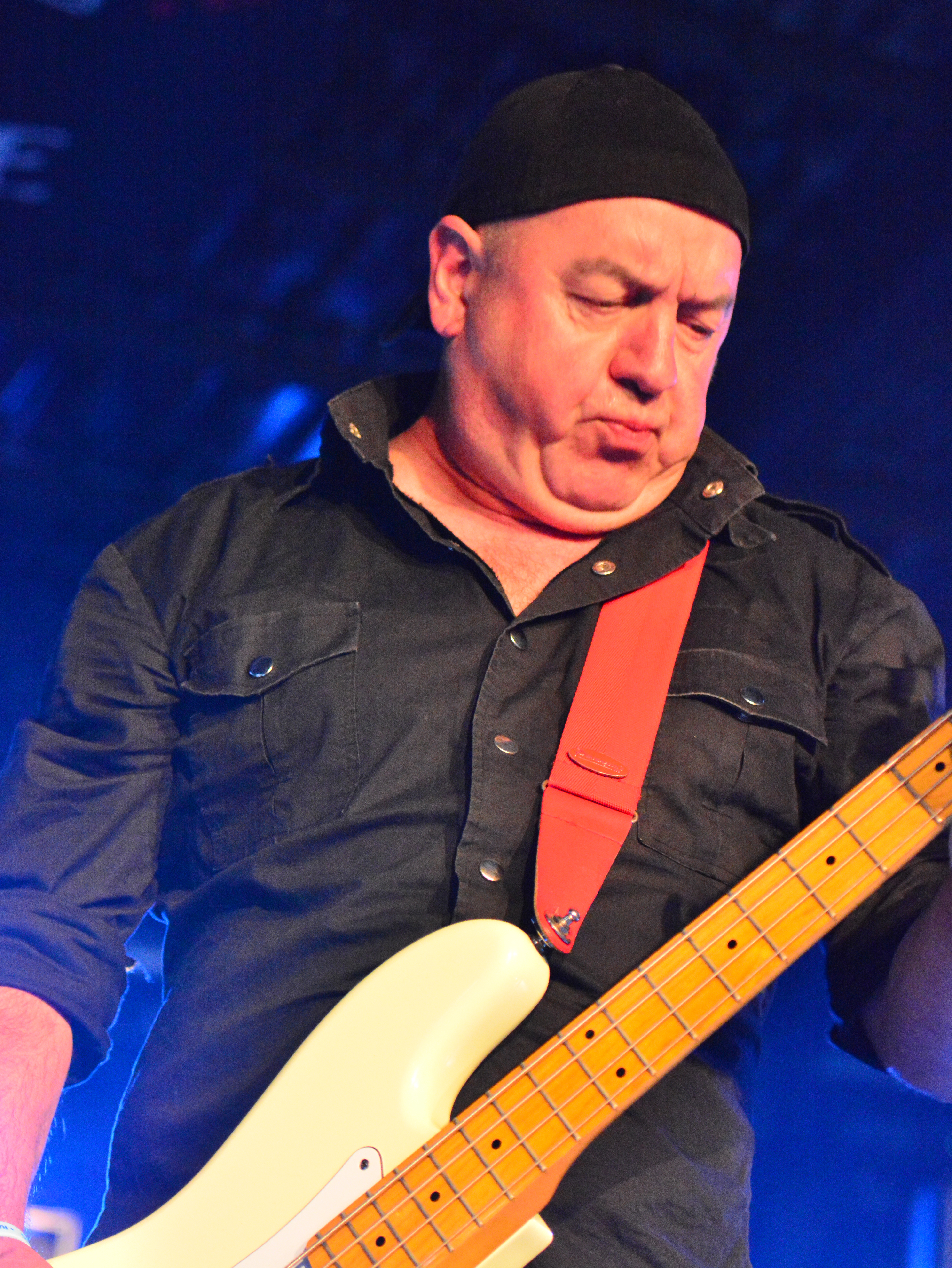
Steve Dawson, 2014

Steve Dawson, född 24 februari 1952 i Sheffield i Storbritannien, är en brittisk basist och rockmusiker. Han var en av originalmedlemmarna i det brittiska NWOBHM-bandet Saxon, där han fram till 1986 spelade bas.
1996 bildade han bandet Son Of A Bitch tillsammans med Graham Oliver, en annan av originalmedlemmarna i Saxon som slutat 1994. De släppte en studioskiva samma år titulerad Victim You. Den marknadsfördes dock dåligt och är inte särskilt känd.
Efter detta startade Dawson tillsammans med Oliver Oliver-Dawson Saxon, vilka gav ut två live-CD:s, Re-landed (2000), samt It's Alive (Saxon) (2003), den senare konserten även utgiven på DVD:n Rock Has Landed - It's Alive (2002).
Efter en rättegång 2003 om rätten till det ursprungliga bandnamnet Saxon beslutades i domstol att de två övriga originalmedlemmarna Biff Byford och Paul Quinn var de rättmätiga ägarna till namnet samt den tillhörande logotypen. Dock beslutades också att Steve Dawson och Graham Oliver fortsatt kunde använda namnet Oliver-Dawson Saxon. Senare under året gavs samlingsalbumet The Second Wave - 25 Years Of NWOBHM ut, där Oliver-Dawson Saxon figurerade med fem studiospår.
Dawson har också gett ut soloskivan Pandemonium Circus (2002), bestående av diverse studioinspelningar från åren 1987-1989. I januari 2012 släpptes studioalbumet Motorbiker, och under 2014 live-plattan Blood And Thunder - Live.